# Szívós László
Szívós László (Szeged, 1982. március 19. –) magyar színész.

## Életpályája
A Vedres István Építőipari Szakközépiskolában érettségizett. 1999–2001 között a Szegedi Miniszínházban szerepelt. 2006-ban végzett a Szegedi Nemzeti Színház stúdiójában, majd a teátrum tagja lett. 2008-ban Színész I. minősítést szerzett.

## Filmes és televíziós szerepei
- Hacktion (2013) ...Kopasz
- Magánnyomozók (2014) ...Sednyánszky Árpád
- Jófiúk (2019) ...Vizsgáztató tiszt
- Drága örökösök (2020) ...Börtönőr
- A mi kis falunk (2020) ...Járőr
- Gólkirályság (2024) ...TEK-es
- Pokoli rokonok (2025) ...Kórházi biztonsági  őr

## Díjai és kitüntetései
- Dömötör-díj (2013)
- Szegedi Tudományegyetem Közönségdíja (2015)